# Шириков, Михаил Сергеевич
Михаил Сергеевич Шириков (1925—1967) — старшина Советской Армии, участник Великой Отечественной войны, Герой Советского Союза (1945).

## Биография
Михаил Шириков родился 18 августа 1925 года в деревне Старые Ковали (ныне — Починковский район Смоленской области). После окончания семи классов школы работал в колхозе. В октябре 1943 года Шириков был призван на службу в Рабоче-крестьянскую Красную Армию и направлен на фронт Великой Отечественной войны. Участвовал в боях под Ленинградом, освобождении Прибалтики и Польши, несколько раз был ранен. К январю 1945 года красноармеец Михаил Шириков был автоматчиком 543-го стрелкового полка 120-й стрелковой дивизии 21-й армии 1-го Украинского фронта. Отличился во время форсирования Одера.
23 января 1945 года Шириков одним из первых в своём батальоне ворвался в Оппельн и в боях на городских улицах уничтожил несколько немецких солдат, а затем вынес получившего ранение командира взвода с поля боя и заменил его собой. Перейдя по тонкому льду Одер, взвод Ширикова захватил плацдарм и удерживал его до подхода основных сил.
Указом Президиума Верховного Совета СССР от 10 апреля 1945 года за «образцовое выполнение заданий командования, героизм и бесстрашие, проявленные при форсировании реки Одер» красноармеец Михаил Шириков был удостоен высокого звания Героя Советского Союза с вручением ордена Ленина и медали «Золотая Звезда» за номером 6030.
В 1946 году в звании старшины Шириков был демобилизован. Проживал в Киеве, работал диспетчером в Киевском городском автотранспортном управлении. Скончался 16 декабря 1967 года, похоронен на Лукьяновском военном кладбище Киева.
Был также награждён орденом Славы 3-й степени и рядом медалей.